# Engelberg (album)
Pour les articles homonymes, voir Engelberg (homonymie).
Albums de Stephan Eicher
My Place
(1989) Carcassonne
(1993)
Singles
1. Déjeuner en paix
Sortie : 1991
2. Pas d'ami (comme toi)
Sortie : 1991
3. Hemmige
Sortie : 1992
4. Tu ne me dois rien
Sortie : 1992

Engelberg est le 6e album studio de Stephan Eicher sorti le 10 juin 1991, publié par Barclay Records.

## Historique
Eicher n'est pas un inconnu pour le public français. En effet, depuis l'année 1985 avec le tube Two People in a Room, il connaît des succès, notamment en 1987 avec Combien de temps ?. Mais Engelberg, fruit d'une collaboration avec l'écrivain Philippe Djian, le consacre définitivement avec, outre Pas d'ami (comme toi), le titre Déjeuner en paix, qui sera l'un des grands succès de l'année.

## Liste des titres
| 1.    | Wake Up                     | Stephan Eicher                      | Stephan Eicher        | 5:52 |
| 2.    | Pas d’ami (comme toi)       | Philippe Djian                      | Stephan Eicher        | 3:37 |
| 3.    | Move Closer                 | Stephan Eicher                      | Stephan Eicher        | 3:14 |
| 4.    | Déjeuner en paix            | Philippe Djian                      | Stephan Eicher        | 3:55 |
| 5.    | Easy                        | Stephan Eicher                      | Stephan Eicher        | 3:45 |
| 6.    | Hemmige                     | Mani Matter                         | Mani Matter           | 3:24 |
| 7.    | Wicked Ways                 | Klaudia Schifferle / Stephan Eicher | Stephan Eicher        | 5:16 |
| 8.    | I'm So Lonesome I Could Cry | Hank Williams                       | Johann Sebastian Bach | 2:52 |
| 9.    | Es ist alles                | Klaudia Schifferle                  | Stephan Eicher        | 5:17 |
| 10.   | Tu ne me dois rien          | Philippe Djian                      | Stephan Eicher        | 3:54 |
| 11.   | Come on Home                | Stephan Eicher                      | Stephan Eicher        | 3:46 |
| 12.   | Djian's Waltz               | Philippe Djian                      | Stephan Eicher        | 2:52 |
| 48:03 |                             |                                     |                       |      |

## Personnel

### Musiciens
- Stephan Eicher : chant, guitare électrique, acoustique et guitare à douze cordes
- Roland Schildknecht : hackbrett
- Dominique Blanc-Francard : guitare acoustique et guitare à douze cordes
- Max Lässer : mandoline, guitare acoustique et guitare électrique
- Steve Bolton : guitare électrique
- Pino Palladino : basse
- Simon Clark : piano, orgue Hammond B-3, synthétiseur et accordéon MIDI, orgue de l'Abbaye d'Engelberg
- Manu Katché : batterie
- Arnaud Methivier : accordéon
- Pierre Adenot : arrangement et direction des cordes
- Florence Charlin : violon
- Isabelle Reynaud : violon
- Julian Fels : violon
- Johanna Kern : violon
- Nenad Milosevic : violon
- Rudolf Sutter : violon
- Christa Zahner : violon
- Stéphane Rapetti : alto
- Thomas Walpen : alto
- Biat Marthaler : alto
- Mathieu Monneret : violoncelle
- Regina Jauslin : violoncelle
- Danny Thompson : contrebasse
- Yvonne Jones : chœurs
- Beckie Bell : chœurs
- Daniel Affolter : chœurs
- Philippe Djian : chœurs
- Thierry Lecompte : chœurs
- Véronique Rivière : chœurs

## Classements
| Pays                         | Meilleure position |
| ---------------------------- | ------------------ |
| Suisse (Schweizer Hitparade) | 1                  |